# Kamikatsu (Tokushima)
Kamikatsu (上勝町 Kamikatsu-chō?) es un pueblo localizado en la prefectura de Tokushima, Japón. En junio de 2019 tenía una población estimada de 1.373 habitantes y una densidad de población de 12,5 personas por km². Su área total es de 109,63 km².

## Geografía

### Localidades circundantes
- Prefectura de Tokushima
  - Kamiyama
  - Katsuura
  - Naka
  - Sanagōchi

## Demografía
Según los datos del censo japonés, esta es la población de Kamikatsu en los últimos años.
| 1995  | 2000  | 2005  | 2010  | 2015  |
| ----- | ----- | ----- | ----- | ----- |
| 2.318 | 2.124 | 1.955 | 1.783 | 1.545 |